# Jordi de Sant Jordi
 (mars 2025).
Si vous disposez d'ouvrages ou d'articles de référence ou si vous connaissez des sites web de qualité traitant du thème abordé ici, merci de compléter l'article en donnant les références utiles à sa vérifiabilité et en les liant à la section « Notes et références ».
Jordi de Sant Jordi est un chevalier et écrivain d'expression catalane du royaume de Valence, probablement né à la fin du XIVe siècle, et mort vers 1424, figure du siècle d'or valencien.

## Biographie
Il occupa la charge de camérier royal et jouit de la protection d’Alphonse le Magnanime. Il entra à Naples avec celui-ci, et fut fait prisonnier lorsque Francesco Sforza occupa la ville, le 30 mai 1423. En captivité, il écrivit son célèbre poème Prisonnier, dans lequel il exprime ses angoisses et sa nostalgie de la vie somptueuse qu’il menait à la cour du roi qui, espère-t-il, le libèrera bientôt.

## Analyse de l'œuvre
Poète courtois, il fait partie du groupe de jeunes écrivains qui célèbrent la reine Marguerite de Prades, veuve de Martin Ier, à laquelle il consacre quelques-uns de ses poèmes les plus solennels, comme Midons et probablement les Vers libres (Estramps).
Ses poésies, qui se résument en tout et pour tout à dix-huit compositions, abordent essentiellement le thème érotique, selon les canons de l’amour courtois des troubadours, qui étaient encore à la mode dans les milieux post-féodaux, ou pré-renaissants, de Catalogne.
L’influence des grands troubadours du XIIe siècle (Peire Vidal, Folquet de Marseille et, surtout, Arnaut Daniel) est visible dans son œuvre poétique.
Joyau de la poésie lyrique catalane, les Vers libres s’ouvrent avec des vers solennels et sonores, sur l'image des traits de la dame fixés sur la rétine de son amant mort, vers qui magnifient une croyance populaire.
La douce tristesse est aussi une caractéristique de sa poésie lyrique, pleine d’adieux angoissés et tendres, de soupirs et d’évocations oniriques, pétris de nostalgie et de mélancolie.
Le poète use souvent des expressions et des moyens rhétoriques empruntés à la poésie lyrique italienne de Pétrarque, qui commençait alors à s'introduire parmi les poètes catalans.
Sa langue est encore truffée de provençalismes lexicaux et syntaxiques, qu’un poète comme Ausiàs March bannira de la poésie catalane.